# マーダー・インク

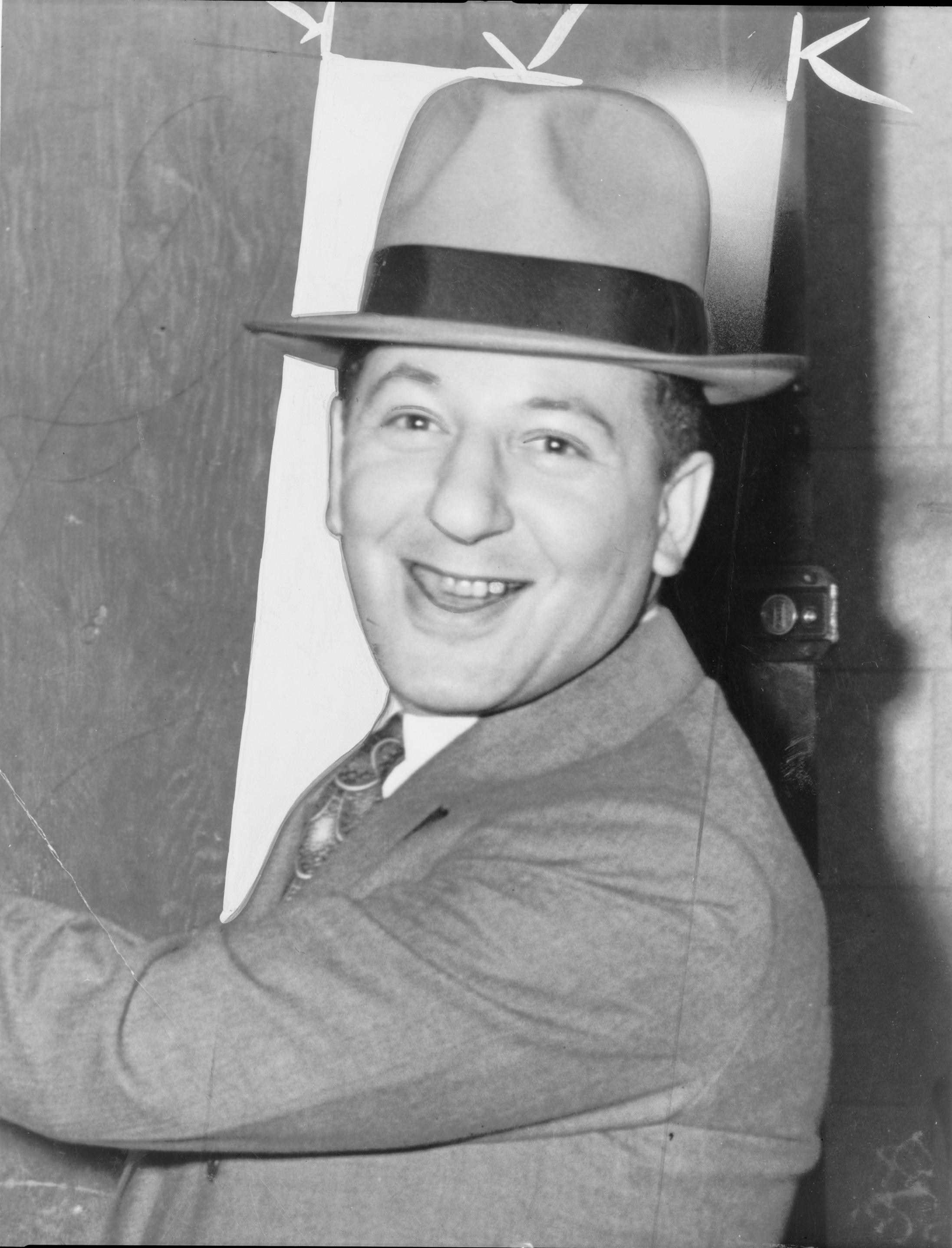
リーダーのルイス・バカルター（1939年撮影）

マーダー・インク (英:Murder, Inc.) または殺人株式会社 (英:Murder Incorporated) とは、1930年代から40年代にかけて暗躍した犯罪組織。
主要メンバーの出身地にちなみ、ブラウンズヴィル・ボーイズ (英:Brownsville Boys) とも呼ばれた。なお、これらの名前は、マスコミが命名したものである。

## 設立目的
1930年代前半に、ラッキー・ルチアーノを中心とするニューヨークのイタリア系ユダヤ系犯罪シンジケートが、「縄張り争いは各々のビジネスを損なう」という発想の元、殺人行為を規律化するため、プロの殺し屋から構成される暗殺専門の執行機関を作った。暗殺はビジネスの必要に限定され、恋愛や復讐など個人的な理由は禁じられた。反逆者の粛清や政府密告者の口封じが中心だった。
際限ない復讐合戦に歯止めをかけるという点で役立った反面、「抗争はギャングのビジネスを損なう」というビジネス至上主義は、容易にビジネス拡大のための縄張り強奪の正当化に転じた。
構成員は主にニューヨーク市ブルックリン区のブラウンズヴィル、イースト・ニューヨーク、オーシャン・ヒル地区のユダヤ系・イタリア系ギャングが中心だった。

## 経緯・構成
1920年代後半にブラウンズヴィルのエイブ・レルズがシャピロ兄弟に復讐する為に結成したギャング団（レルズ、マーティン・ゴールドスタイン、ハリー・マイオーネ、その部下フランク・アッバンダンド）が原型で、後になってハリー・ストラウス、エマニュエル・ワイス、アルバート・タネンバウムが加わり、これをジョー・アドニスがまとめてマーダーインクに仕上げ、ベンジャミン・シーゲルが管轄した。シーゲルがそのまま頭領になる予定だったが、コミッションの一部からマイヤー・ランスキーの独裁になることを警戒され、外された。代わりにルイス・"レプケ"・バカルターが頭領、アルバート・アナスタシアが副頭領に落ち着いた。
マフィア/ギャング間から具体的な処刑要請があるとバカルターとアドニスが受け口になって承認し、これをジェイコブ・シャピロ（ユダヤ人部門）またはアナスタシア（イタリア人部門）のいずれかを通じ、暗殺部隊に伝えられるという流れで、この4人にアブナー・ツヴィルマン、ヴィンセント・マンガーノを加えた6人がマーダー・インクの幹部となった。
サラリー制で、メンバー個々の技能や経験に応じて週給50ドル～250ドルが支給された。本部は、ブラウンズヴィルの Midnight Rose'sというルイス・カポネ所有の24時間営業の菓子屋に置かれた。

## 処刑方法
この体制で実際に数百人のギャングやマフィア幹部らの殺害が実行された。その手口は、銃撃や絞殺、溺殺、刺殺などで、武器は足のつかないアイスピックやロープが好まれたといい、｢仕事はあくまでビジネスと割り切る｣、｢決して民間人を巻き込まない｣などの厳しいルールの下で任務を実行したという。メンバーは暗殺ターゲットと直接利害関係がなく互いに顔も知らないことが強みとなり、全米各地に出向いては暗殺業務に従事した。犠牲者の中で特に有名なのは、1935年10月24日に殺害されたダッチ・シュルツと3人の部下たちである。
暗殺が決まると、関与者全員のアリバイを用意し、死体運搬用の車を用意した。運搬車は車を盗んで調達し、別途盗んだナンバープレートを据え付けた。運搬ルートについても、ナンバー読みを難しくするため大型トラックが多い貨物道路が事前に取り決められた。当局に捕まった場合の裁判に備えて弁護士を常備し、投獄された場合はその家族の面倒をみた。

## 司法取引
1940年2月、メンバーの1人エイブ・レルズが逮捕され、供述と引き換えに減刑される司法取引に応じて、メンバーの名を次々と挙げた。その後、アルバート・タネンバウムも個々のメンバーの殺害行為について供述したことから、バカルター以下大多数のメンバーが逮捕され、裁判に掛けられた。そして、後にバカルターら7名が死刑となり、チャールズ・ワークマンらは終身刑などの長期刑の判決を受けた。
レルズはコニーアイランドのハーフムーンホテルで警察により厳重に身辺保護を受けていたが、アナスタシアに捜査が及ぼうとしていた矢先の1941年11月12日にホテル6階から謎の転落死を遂げた。マーダー・インク関連の裁判を主導したウイリアム・オドワイヤー地方検事（当時）とコネクションがあったフランク・コステロが首謀したと噂された。
後にアナスタシアが1957年10月25日に殺害された時、タブロイド記事に「死刑執行人が死刑に処される」という皮肉を込めた見出しが躍った。
組織は一連のメンバー逮捕および実刑確定により事実上消滅した。

## 主要メンバー
- ルイス・バカルター (リーダー、1944年処刑)
- アルバート・アナスタシア (副リーダー、1957年殺害)
- ジェイコブ・シャピロ (1947年獄中死)
- エイブ・レルズ (情報提供者、1941年殺害)
- マーティン・ゴールドスタイン (1941年処刑)
- ハリー・マイオーネ (1942年処刑)
- フランク・アッバンダンド (1942年処刑)
- ハリー・ストラウス (1941年処刑)
- ルイス・カポネ (1944年処刑)
- アルバート・タネンバウム (情報提供者、1976年死亡)
- シーモア・マグーン (消息不明、2003年にラスベガス郊外で遺体発見)
- エマニュエル・ワイス (ダッチ・シュルツ殺害犯、1944年処刑)
- チャールズ・ワークマン (同上、終身刑になるも1964年出所)
- ジョン・ディオガルディ (後にルッケーゼ一家のカポレジームとなる)
- フランキー・カルボ　(後にルッケーゼ一家所属)
- Irving "Knadles" Nitzberg
- Vito "Socko" Gurino (1942年に懲役80年の判決)
- Jacob "Jack" Drucker (1944年に25回の終身刑の判決、1962年に獄中で死去)
- Sholom Bernstein (バカルターの裁判で証言)
- Philip "Little Farvel" Cohen (情報提供者になり、1949年に殺害される)
- レッド・レヴィン